# Hello Mary Lou
"Hello Mary Lou" is een nummer van de Amerikaanse zanger Ricky Nelson. Het verscheen op zijn album Rick Is 21 uit 1961. In mei van dat jaar werd het, samen met "Travelin' Man", uitgebracht als single met dubbele A-kant, en als de enige single van het album.

## Achtergrond
"Hello Mary Lou" is geschreven door Gene Pitney en Cayet Mangiaracina en geproduceerd door Jimmie Haskell, Ricky Nelson en zijn vader Ozzie Nelson. Het werd voor het eerst opgenomen door countryzanger Johnny Duncan in 1960, maar hij behaalde hier geen succes mee. Op 22 maart 1961 nam Nelson zijn versie van het nummer op in de United Western Recorders in Hollywood. Deze opname bevat een invloedrijke gitaarsolo, die later door vele andere gitaristen is bewerkt voor hun eigen nummers. De piano werd op de opname gespeeld door Ray Johnson, de basgitaar door Joe Osborn en de drums door Ritchie Frost.
"Hello Mary Lou" werd in de versie van Nelson een grote hit. In de Amerikaanse Billboard Hot 100 werd het gezien als aparte single en werden de verkopen niet meegeteld met die van de nummer 1-hit "Travelin' Man", waarmee het als dubbele A-kant verscheen. Hierdoor kwam de single tot de negende plaats. In Australië en Noorwegen kwam het tot de hoogste positie in de hitlijsten, en in de UK Singles Chart behaalde het de tweede positie. Verder werd in onder meer Duitsland, Nieuw-Zeeland en Zweden de top 10 gehaald. In Nederland werd het een nummer 1-hit in een voorloper van de Single Top 100, en in Vlaanderen kwam het eveneens op de nummer 1-positie in een voorloper van de Ultratop 50. In 1991 werd de single opnieuw uitgebracht in het Verenigd Koninkrijk nadat het werd gebruikt in een televisiecommercial en bereikte het plaats 45 in dit land.
"Hello Mary Lou" is het onderwerp geweest van een rechtszaak. Het lijkt veel op het liedje "Merry, Merry Lou" uit 1957, geschreven door Cayet Mangiaracina en uitgevoerd door zijn band The Sparks. Later werd dit nummer gecoverd door onder meer Bill Haley & His Comets en Sam Cooke. Champion Music, de platenmaatschappij die "Merry, Merry Lou" publiceerde, klaagde Pitney aan wegens plagiaat. Deze zaak eindigde in een schikking. Mangiaracina werd toegevoegd als schrijver van "Hello Mary Lou" en hij zou een deel van de royalty's ontvangen, terwijl Champion een deel van de publiciteitsrechten in handen kreeg.
"Hello Mary Lou" is door een groot aantal artiesten gecoverd. Onder meer Peter Beil, Adriano Celentano, Creedence Clearwater Revival (op het album Mardi Gras), Silvio Francesco, Jan & Kjeld, The Statler Brothers en Ricky Valance hebben het op de plaat gezet. Daarnaast is het live uitgevoerd door onder meer Led Zeppelin (in een medley met "Whole Lotta Love") en Queen (tijdens de Magic Tour; verschillende opnames verschenen op livealbums). In Nederland is het nummer opgenomen in de medley "Do You Remember" van Long Tall Ernie and the Shakers.

## Hitnoteringen

### Nederland
| Hitnotering: 08-07-1961 t/m 06-01-1962 | Hitnotering: 08-07-1961 t/m 06-01-1962 | Hitnotering: 08-07-1961 t/m 06-01-1962 | Hitnotering: 08-07-1961 t/m 06-01-1962 | Hitnotering: 08-07-1961 t/m 06-01-1962 | Hitnotering: 08-07-1961 t/m 06-01-1962 | Hitnotering: 08-07-1961 t/m 06-01-1962 | Hitnotering: 08-07-1961 t/m 06-01-1962 | Hitnotering: 08-07-1961 t/m 06-01-1962 | Hitnotering: 08-07-1961 t/m 06-01-1962 | Hitnotering: 08-07-1961 t/m 06-01-1962 | Hitnotering: 08-07-1961 t/m 06-01-1962 | Hitnotering: 08-07-1961 t/m 06-01-1962 | Hitnotering: 08-07-1961 t/m 06-01-1962 | Hitnotering: 08-07-1961 t/m 06-01-1962 |
| Week                                   | 1                                      | 2                                      | 3                                      | 4                                      | 5                                      | 6                                      | 7                                      | 8                                      | 9                                      | 10                                     | 11                                     | 12                                     | 13                                     | 14                                     |
| -------------------------------------- | -------------------------------------- | -------------------------------------- | -------------------------------------- | -------------------------------------- | -------------------------------------- | -------------------------------------- | -------------------------------------- | -------------------------------------- | -------------------------------------- | -------------------------------------- | -------------------------------------- | -------------------------------------- | -------------------------------------- | -------------------------------------- |
| Nummer                                 | 10                                     | 9                                      | 10                                     | 9                                      | 1                                      | 1                                      | 1                                      | 1                                      | 1                                      | 1                                      | 1                                      | 2                                      | 2                                      | 2                                      |
| Week                                   | 15                                     | 16                                     | 17                                     | 18                                     | 19                                     | 20                                     | 21                                     | 22                                     | 23                                     | 24                                     | 25                                     | 26                                     | 27                                     |                                        |
| Nummer                                 | 2                                      | 2                                      | 2                                      | 2                                      | 2                                      | 2                                      | 2                                      | 5                                      | 5                                      | 7                                      | 7                                      | 7                                      | 7                                      | uit                                    |

### NPO Radio 2 Top 2000
| Nummer met noteringen in de NPO Radio 2 Top 2000 | '99 | '00 | '01  | '02  | '03 | '04  | '05  | '06  | '07  | '08  |
| ------------------------------------------------ | --- | --- | ---- | ---- | --- | ---- | ---- | ---- | ---- | ---- |
| Hello Mary Lou                                   | 780 | 949 | 1390 | 1685 | 640 | 1580 | 1545 | 1339 | 1622 | 1336 |

1. ↑  Een vetgedrukt getal geeft de hoogste notering aan.
2. ↑  Deze tabel is bijgewerkt tot en met de laatste editie (2024).

### Evergreen Top 1000
| Jaar    | 2008 | 2009 | 2010 | 2011 | 2012 | 2013 | 2014 | 2015 | 2016 | 2017 | 2018 | 2019 | 2020 | 2021 | 2022 |
| ------- | ---- | ---- | ---- | ---- | ---- | ---- | ---- | ---- | ---- | ---- | ---- | ---- | ---- | ---- | ---- |
| Positie | 89   | 15   | 160  | 161  | 154  | 33   | 26   | 47   | 32   | 79   | 90   | 152  | 224  | 290  | 273  |